# Esparregado
O esparregado ou espargado é um preparado de nabiças, espinafres (sendo estes mais fáceis de azedar) ou outras verduras, cozidos, picados ou reduzidos a puré, temperado com azeite e alho. A ligação pode ser feita adicionando um pouco de farinha e vinagre ou molho béchamel. Frequentemente este preparado é em seguida guisado. Este termo deriva, por extensão, do guisado de espargos.